# Кемптон-Парк
Ке́мптон-Парк (Kempton Park) — місто в провінції Ґаутенг, ПАР.
Поблизу найбільший в Африці Міжнародний аеропорт імені О. Р. Тамбо, а також одне з найпотужніших у світі підприємств по виробництву вибухових речовин (в Моддерфонтейні).